# لودو (فلم)
لودو (بالإنجليزية: Ludo) هو فيلم جريمة كوميدي أسود باللغة الهندية عام 2020 من تأليف وإخراج أنوراغ باسو. يقوم ببطولته طاقم مكون من أبهيشيك باتشان، أديتيا روي كابور، راجكومار راو، بانكاج تريباثي، فاطمة سنا شيخ، سانيا مالهوترا، روهيت سوريش ساراف وبيرل ماني. تم إنتاجه بواسطة تي سيريز وأنوراغ باسو للإنتاج الفني وأفلام إيشانا.

## حبكة
يتعين على ساتو، وهو دون سيئ السمعة، تسوية حسابات قديمة مع بيتو، ذراعه اليمنى سابقًا. ساتو هو نرد لودو، يشكل بيتو الجانب الأحمر من لودو. أكاش وصديقته شروتي يشكلان الجانب الأصفر. يكتشفون أن شخصًا ما قام بتسجيل فيديو عن علاقتهم ورفعه على الإنترنت. ثم يبدأون بالبحث عن الجاني لحذف الفيديو. شيجا توماس، وهي ممرضة مالايالية، وراهول أواسثي، وهو رجل يكافح من بلدة صغيرة يتعرض للتنمر من قبل رئيسه، يشكلان الجانب الأزرق. يجدون كنز ساتو - حقيبتين مليئتين بالمال - وتطاردهم العصابة وهم يحاولون الهروب بالحقيبتين المذكورتين. يشكل آلو وحبيبته بينكي الجانب الأخضر، حيث تطلب مساعدة آلو لإنقاذ زوجها من الاشتباه به في قضية قتل. تتشابك هذه القصص الأربع في سلسلة من الأحداث، مما يؤدي إلى ذروة مشوقة حيث تكون جميع الأطراف حاضرة.

## الممثلون
- أبهيشيك باتشان في دور باتوكيشوار "بيتو" تيواري
- أديتيا روي كابور بدور أكاش تشوهان
- راجكومار راو في دور ألوك كومار "ألو" جوبتا
- بانكاج تريباثي في دور راهول ساتيندرا "ساتو" تريباثي
- فاطمة سناء شيخ في دور بينكي جاين
- سانيا مالهوترا في دور شروتي تشوكسي
- روهيت ساراف في دور راهول أواستي
- بيرل ماني في دور شيجا توماس
- أشا نيغي في دور أشا باثاك
- بهانو أوداي في دور بهانو باتاك
- شاليني فاتسا في دور لاتا كوتي
- جيتانجالي ميشرا في دور سامبهافي
- اشتياق خان في دور المفتش سوكومار سينها
- أنوراغ باسو في دور الراوي يامراج (حجاب)
- راهول باجا في دور تشيتراجوبتا (حجاب)
- آرتي آشار في دور شقيقة أكاش
- أمان بهجت بدور شيخار جالاني، خطيب شروتي
- باريتوش تريباثي في دور مانوهار "مانو" جاين
- إنايات فيرما في دور ميني
- عكاش ماهامانا بدور الأبله الملتحي
- سنديب شارما في دور ساتو جون

## روابط خارجية
- مقالات تستعمل روابط فنية بلا صلة مع ويكي بيانات